# Klaus Brandner (Politiker)

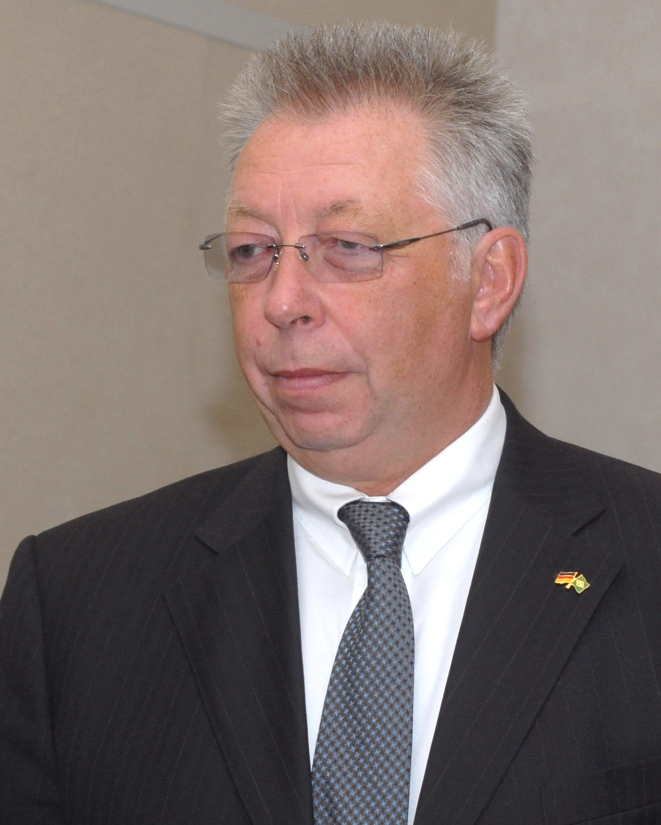
Klaus Brandner

Klaus Konrad August Brandner (* 13. Januar 1949 in Bentorf, heute Ortsteil der Gemeinde Kalletal) ist ein deutscher Politiker (SPD). Er war von 1998 bis 2013 Mitglied des Deutschen Bundestages und von 2007 bis 2009 Parlamentarischer Staatssekretär beim Bundesminister für Arbeit und Soziales.

## Leben und Beruf
Nach der Mittleren Reife 1965 absolvierte Brandner eine Ausbildung zum Elektromechaniker, die er 1968 beendete. Anschließend war er bis 1969 in seinem erlernten Beruf tätig und leistete bis 1971 den Wehrdienst ab. Danach arbeitete er zunächst als technischer Angestellter und wechselte 1973 als Gewerkschaftssekretär zur IG Metall. 1983 wurde er Geschäftsführer und 2. Bevollmächtigter, 1988 Geschäftsführer und 1. Bevollmächtigter der IG Metall in Gütersloh.
Klaus Brandner ist verheiratet und hat zwei Söhne.

## Partei
Seit 1969 ist Brandner Mitglied der SPD. Nachdem er von 2000 bis 2005 stellvertretender Vorsitzender des SPD-Kreisverbandes Gütersloh war, amtierte er dort von Juli 2005 bis Juni 2006 als Kreisvorsitzender. Brandner gehört außerdem dem Vorstand der SPD-Region Ostwestfalen-Lippe an.

## Abgeordneter
Vom 26. Oktober 1998 bis zum 22. Oktober 2013 gehörte Klaus Brander dem Deutschen Bundestag an. Von März 2001 bis November 2007 saß er im Vorstand der SPD-Bundestagsfraktion und war in dieser Zeit Sprecher der Fraktionsarbeitsgruppen Arbeit und Sozialordnung (ab 2002 Wirtschaft und Arbeit, ab 2005 Arbeit und Soziales).
Klaus Brandner ist stets über die Landesliste Nordrhein-Westfalen in den Bundestag eingezogen. Bei der Bundestagswahl 2013 kandidierte er nicht mehr.

## Öffentliche Ämter
Nachdem Olaf Scholz (SPD) am 21. November 2007 sein Amt als neuer Bundesminister für Arbeit und Soziales angetreten hatte, wurde Brandner zum Parlamentarischen Staatssekretär beim Bundesminister für Arbeit und Soziales ernannt. Nach der Bundestagswahl 2009 schied die SPD aus der Bundesregierung aus und Brandner gab sein Amt im Oktober 2009 ab.

## Ehrungen
- 2008: Verdienstkreuz am Bande der Bundesrepublik Deutschland